# Бріджет Паркер
Бріджет Паркер  (англ. Bridget Parker; 5 січня 1939) — британська вершниця, олімпійська чемпіонка.

## Виступи на Олімпіадах
| Олімпіада   | Дисципліна           | Місце |
| ----------- | -------------------- | ----- |
| Мюнхен 1972 | триборство, особисті | 10    |
| Мюнхен 1972 | триборство, командні | 1     |